# Conseil de discipline des collèges et lycées français
Le conseil de discipline présent dans les collèges et les lycées français est une instance sans caractère juridictionnel qui peut prononcer une sanction disciplinaire, après délibération et à l'issue d'un vote secret, à l'encontre d'un élève qui a commis une faute, par exemple un acte de violence physique ou verbale envers un membre du personnel éducatif ou un autre élève. En cas de faits particulièrement graves qui nécessitent la délocalisation du conseil, le conseil de discipline départemental peut être saisi.

## Composition
Dans les établissements d'enseignement public, Il est présidé par le chef d'établissement et comprend son adjoint, un conseiller principal d'éducation, le gestionnaire et cinq représentants élus des personnels, professeurs ou agents de l'établissement, ainsi que les représentants élus des élèves et des parents d'élèves. Ce sont les membres du conseil d'administration de l'établissement qui élisent, lors de la première réunion du conseil d'administration, les membres du conseil de discipline parmi leurs pairs. Le chef d'établissement est le seul habilité à saisir le conseil de discipline, et il doit nécessairement le faire si un membre du personnel de l'établissement a été victime de violences physiques. L'élève dont le comportement est mis en cause est également présent aux côtés des membres de sa famille ou représentants légaux, qui ont été convoqués par lettre recommandée ou par convocation remise en main propre.

## Procédure
Après lecture par le président du conseil de discipline du rapport écrit motivant la proposition de sanction, l'élève est obligatoirement entendu par le conseil de discipline, son représentant légal et la personne chargée de l'assister le sont à leur demande. Sont également entendus les délégués élèves de la classe, deux professeurs de la classe et tout autre personnel de l'établissement qui souhaite apporter des informations utiles quant aux faits reprochés à l'élève.
La procédure et les débats sont conduits dans le respect du contradictoire, avec le souci de donner à l'intervention du conseil de discipline une portée éducative.
Le vote se fait à bulletin secret.

## Sanctions
La sanction peut être un avertissement, un blâme, une mesure de responsabilisation, une exclusion temporaire de la classe ou de l'établissement (de huit jours maximum) ou une exclusion définitive. Les trois dernières sanctions peuvent être assorties d'un sursis.

## Recours
L'élève majeur, ou sa famille, ou encore le chef d'établissement peuvent déposer dans un délai de huit jours un recours administratif auprès du recteur d'académie, qui devra rendre un avis dans un délai d'un mois. 
Un recours contentieux devant le tribunal administratif est possible si la voie précédente a été épuisée. 
Le juge administratif vérifie la bonne composition du conseil de discipline ou de la commission d'appel, la matérialité des faits et la proportionnalité de la sanction. Le juge vérifie également le respect du principe du contradictoire et depuis le peu, le respect de la notification du droit de se taire.

## Controverses
Le rôle et les missions du conseil de discipline sont fréquemment discutés,. Il peut alimenter des rancœurs ou de l'incompréhension,, et suscite des controverses d'ordre juridique, ou d'autres plus fréquemment pédagogiques ou éducatives au sens large. Il s'agit d'une instance qui doit à la fois éduquer et punir, en conférant à la sanction une vertu éducative, mais cet équilibre est difficile à trouver et se révèle parfois ambigu. La sanction majoritairement prononcée est l'exclusion définitive de l'établissement, et s'il n'existe pas de statistique nationale sur le sujet, une étude de 2010 estime que le nombre de ces exclusions définitives s'élève à 17 000 par an. La scolarisation étant obligatoire en France de droit jusqu'à 18 ans, l'élève exclu doit nécessairement être réintégré dans un établissement proche. Le conseil de discipline, notamment dans sa version de fiction au cinéma  par Laurent Cantet, montre l'ambition et les difficultés de l'idée même de sanction éducative, en même temps qu'il semble symboliquement résumer, parfois de façon caricaturale, le rapport des usagers — élèves, parents d'élèves — comme des agents — professeurs, personnels — à l'école comme institution.